# Metaphire posthuma
Metaphire posthuma (ursprüngliche Kombination Perichaeta posthuma, häufiges Synonym Pheretima posthuma) ist eine Art von Wenigborstern aus der Familie der Megascolecidae (Riesenregenwürmer) in der Ordnung der Crassiclitellata (Regenwürmer im weiteren Sinne), die in Südasien verbreitet ist und eine Länge von 15 cm erreicht.

## Merkmale
Der zylindrische, längliche Körper Metaphire posthuma wird meist bis zu 15 cm lang und 3 mm bis 5 mm breit, wobei ausgewachsene Tiere etwa 100 bis 120 ringförmige Segmente haben. Das Vorderende des Tieres verjüngt sich, während das Hinterende mehr oder weniger abgestumpft ist. Die Haut des Regenwurms ist durch Porphyrin hellbraun bis dunkelbraun gefärbt und so teilweise vor Sonnenstrahlung geschützt. An der Oberseite ist er dunkler als an der Unterseite. Das ringförmige Clitellum umfasst drei Segmente vom 14. bis zum 16. Segment und ist nicht durch äußere Furchen zwischen den Segmenten gezeichnet. Ab der Furche zwischen dem 12. und 13. Segment sitzt am Hinterrand jeder Furche bis zur vorletzten eine Dorsalpore. Der Kopf ist tanylobisch geformt, ein dorsaler Kopflappenfortsatz verläuft also über das ganze Peristomium hinweg bis an die Furche zum nachfolgenden Segment hin. In der Mitte jedes Segments mit Ausnahme des ersten und letzten sowie des Clitellums sitzen in einer ringförmigen Reihe zahlreiche nach hinten ausgerichtete, s-förmige, blassgelbe Borsten mit einem verdickten Abschnitt, dem Nodulus.
An der Rückenseite des Körpers ist eine dunkle Mittellinie zu erkennen, bei der es sich um das kurz darunter befindliche Rückengefäß des geschlossenen Blutgefäßsystems handelt. Das Rückengefäß besitzt in jedem Segment ein Paar Klappen. Es sammelt in den Segmenten hinter dem 14. Segment das Blut aus den Seitengefäßen und treibt es durch Kontraktionen nach vorn, wo das Blut von 4 Paar neurogenen Herzen aufgenommen wird: Lateralherzen im 7. und 9. Segment, Latero-Oesophagealherzen im 12. und 13. Segment, die das Blut in das Bauchgefäß, in das vom 8. bis 13. Segment reichende Supraoesophagealgefäß sowie sodann in das vom 14. bis zum letzten Segment reichende Subneuralgefäß treiben. Vom Bauchgefäß aus, in dem das Blut nach hinten fließt, wird zudem ein Darmplexus versorgt, aus dem das Blut wieder ins Rückengefäß gelangt.
Der Vorderdarm weist einen Kaumagen auf, der bis zu 2 Segmente zwischen dem 8. und dem 9. Segment umfasst. Im 26. Segment befinden sich zwei kurze, kegelförmige Darmblindsäcke. Zwischen dem 26. Segment und dem vor den letzten 24 bis 25 Segmenten liegenden Segment befindet sich im Darm ein Typhlosolis, eine von oben ins Darmlumen reichende Falte, welche die der Verdauung dienende Oberfläche erhöht.
In allen Segmenten mit Ausnahme der ersten drei befinden sich zahlreiche kleine Nephridien (Mikronephridien oder Meronephridien).
Das Paar der Oberschlundganglien befindet sich im 3., das Paar der Unterschlundganglien im 4. Segment.

## Geschlechtsorgane und Entwicklungszyklus
An der Bauchseite des Zwitters sitzt am 14. Segment eine einzelne weibliche Geschlechtsöffnung und am 18. Segment ein Paar halbmondförmiger männlicher Geschlechtsöffnungen. Der Regenwurm hat zwei Paar Hoden, die sich in den Segmenten 10 und 11 an der jeweiligen vorderen Scheidewand in Hodensäcken befinden. Die großen Prostatae münden noch vor den männlichen Ausgängen in die Spermienleiter. In einer Linie mit den männlichen Geschlechtsöffnungen sitzen am 17. und 19. Segment paarige, kreisförmige, erhabene Kopulationspapillen (Penisse) ohne Öffnung, aber mit einer tassenförmigen Eindellung an der Spitze, die während der Begattung als Saugnapf wirkt. Die Eierstöcke sind als ein Paar im 13. Segment dicht gepackt mit Eisträngen, während Eisäcke fehlen. In den Segmenten vom 6. zum 8. Segment sitzen drei Paar Receptacula seminis mit jeweils einer großen Ampulle und einem Divertikel, die am hinteren Rand des jeweiligen Segments in paarigen Öffnungen nach außen münden. Anders als bei den meisten Crassiclitellaten werden die bei der Paarung aufgenommenen Spermien nicht in der Ampulle, sondern im Divertikel gespeichert. Bei der Eiablage werden gleichzeitig mit den eigenen Eiern auch die Spermien des Sexpartners aus den Divertikeln in den vom Clitellum gebildeten Eikokon abgegeben. Wie bei allen landlebenden Ringelwürmern entwickeln sich die befruchteten Eier im Kokon direkt zu kriechenden Würmern.

## Verbreitung, Lebensraum und Lebensweise
Metaphire posthuma ist in Südostasien und Südasien – darunter in Pakistan, Indien, Bangladesch, Myanmar, Thailand und Indonesien – heimisch, doch wird seit Ende des 20. Jahrhunderts von seinem Auftreten als invasive Art auch in Frankreich, Mexiko und Argentinien berichtet.
Der Regenwurm ist in humusreichen Böden in Gärten, Wiesen, Weideflächen, bewässertem Ackerland, neben Teichen, Seen und Flüssen häufig. Metaphire posthuma ist in den obersten Erdschichten bis in Tiefen von 30 bis 45 cm am zahlreichsten, kann aber in Trockenzeiten auf der Suche nach Feuchtigkeit bis 3 m tief in den Grund vordringen. In der Regenzeit ist der Regenwurm dagegen häufig an der Oberfläche kriechend anzutreffen. In dieser Zeit paaren sich die Tiere. Der Regenwurm ist nachtaktiv und verschluckt als Substratfresser sowohl Laubstreu als auch humusreichen Boden, von dem er die organischen Bestandteile – Humus, Mikroorganismen und Kleintiere wie Rädertierchen und Nematoden – verdaut und die mineralischen Bestandteile unverändert ausscheidet.